# Achille Komguem Kamsu
Achille Komguem Kamsu (Camerun, 1973) è un artista camerunese.

## Biografia
Achille Komguem Kamsu, in arte Achillekà, nasce nel 1973 in Camerun. Achille Komguem Kamsu è pittore, scultore, videoartista e insegnante di arti visive. Vive e lavora a Yaoundé. È fondatore del gruppo Dreamers e curatore del DiARTgonale Pan trimestrale. Consegue un master in Fine Arts presso l'Università di Yaoudé. Studia presso l'Institut de Formation Artistique de Mbalmayo. Achille Komguem Kamsu partecipa a numerose mostre internazionali in Africa e in Europa. Dal 1999 al 2003 presiede il Club des Arts Plastique all'Università di Yaoundé I. Nel 2004 vince il premio UNESCO per la promozione delle Arti a Mali.

## Tematiche
I video di Achille Komguem Kamsu, ambientati in Africa, rappresentano in maniera concettuale la precarietà e l'incertezza della vita nella quale molte persone sono costrette a vivere.

## Esposizioni
2008
- Here and Now Sudafrica
- PANAF 2 Festival panafricano Algeria
- For Your Eyes Only, Copenaghen

2007
- Biennale di fotografia, Bamak

2006
- Tour Exit Off-programms a Dak'art, Dakar

2004
- Primo Premio UNESCO per la Promozione delle Arti

2003
- Espoir-Maison du Parti, Douala, Le 3 qui nait d'eux: Centre Culturel Français, Yaoundé
- Voyage-In: Centre Culturel Français et Goethe Institut de Yaoundé

2001
- Esthétique de la forme réduite-Goethe Institut, Yaoundé, Lucarne "Collectif Dreamers"
- Goethe Institut Yaoundé, Les 7 des cent derniers jours du millénaire-Espace doual'art, Douala

2000
- Millénnium Dream "Collectif Dreamers"-Espace doual'art, Douala
- Parole plurielle-Goethe Institut, Yaoundé
- Re-veil-Université Yaoundé I

1999
- Dream "Collectif Dreamers"-Espace doual'art, Douala
- K-refour "Collectif Dreamers"-IFA, Mbalmayo

1998
- EVEELA-Carrefour Obili, Yaoundé

1997
- Colour-Galerie Moyo, Yaoundé

1996
- franc-unie: Ministère de la Culture, Yaoundé

1994
- FENAC (Festival National des Arts et de la Culture), Douala